# 抱嶷
抱嶷（?—?），字道德，安定郡石唐县（今甘肃灵台西）人，中国南北朝北魏宦官。
抱嶷居住在直谷。自称其先祖姓杞，汉灵帝时杞匡为安定郡太守，害怕董卓作乱遭杀戮，改杞姓为抱姓，一直居住在安定。抱嶷幼时，抱氏一族牵连进隴東郡張乾王的造反。张乾王失败，其父抱睹生只身逃亡，抱嶷和母亲被罪没入平城宫中，抱嶷受宫刑，为宦官。抱嶷性格慎重、細心，以他诚实的態度被拔擢，历任中常侍、安西将軍、中曹侍御、尚書，封安定公。
魏孝文帝、文明太后信任他，命他为，殿中侍御，尚書、領中曹如故，統轄宿衛。掌奏议事，直言敢谏。加散騎常侍。孝文帝和太后外出遊幸，抱嶷引車駕乘馬相从。太后征召其父抱睹生，父子在皇信堂再会，拜抱睹生太中大夫。488年（太和十二年），转任都曹，尚書、領中曹、侍御如故，加侍中、祭酒。492年（太和十六年）降爵为侯。其父去世，孝文帝赠秦州刺史，谥号靖，赐黄金八十斤、缯彩及绢八百匹。加抱嶷大長秋卿。抱嶷以老病为由求外任，于是担任鎮西将軍、涇州刺史，加右光禄大夫。临行，孝文帝饯行于西郊。495年（太和十九年），召還洛陽，以刺史参加南征，在孝文帝左右侍从。南征軍归还，抱嶷回到涇州。抱嶷在涇州，为政多守旧法，轻视士族，不能遵用新制。数年後，在涇州去世。
抱嶷生前立从弟抱老寿为後嗣，又以太師馮熙之子馮次興为養子。抱嶷死後，二人相争嗣位。抱嶷之妻張氏决定以馮次興为嗣，抱老寿还是提訴，最終嗣爵。馮次興返回本家馮氏。抱老寿为積射将軍，沉迷酒色，醜聞迭起，被御史中尉王献弹劾，免官，剥奪爵位。

## 延伸阅读
[在维基数据编辑]
 《魏書·卷94》，出自魏收《魏书》
 《北史·卷092》，出自李延壽《北史》